# Everhard von Groote

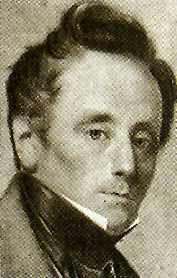
Everhard von Groote

Everhard von Groote (auch Eberhard oder Ebbo, voller Name: Everhardus Antonius Rudolphus Hermannus Josephus Melchior Edler und Ritter von Groote) (* 19. März 1789 in Köln; † 15. April 1864 in Köln) war ein deutscher Germanist, Schriftsteller und Politiker in der Zeit der Romantik.

## Leben
Everhard stammte aus einer Kölner Bürgermeisterfamilie. Sein Vater war der kaiserliche Oberpostmeister Erhard Anton Hermann Melchior von Groote. Nach seiner Schulzeit bei Ferdinand Franz Wallraf am Marzellengymnasium studierte er an der Ruprecht-Karls-Universität Heidelberg Rechtswissenschaft und Geschichte. 1809 schloss er sich den Niederrheinern an. Als Adjutant des preußischen Kronprinzen Friedrich Wilhelm nahm er an den Befreiungskriegen teil. Auf Wilhelms Betreiben beauftragte ihn Feldmarschall Gebhard Leberecht von Blücher 1815 in Paris, die Kunstschätze aufzuspüren und zurückzuschaffen, die die Franzosen im Kanton Köln und im Rheinland geraubt hatten. In harten Auseinandersetzungen mit dem Leiter des Pariser Louvre, Dominique-Vivant Baron Denon, holte er bedeutende Werke, darunter „Die Kreuzigung Petri“ von Peter Paul Rubens sowie Memlings „Jüngstes Gericht“ und den Codex Aureus nach Deutschland zurück. Dabei half ihm sein Freund und Kollege Werner von Haxthausen. An einem Punkt aber scheiterte er: Denon wandte sich an den König von Preußen und behauptete fälschlicherweise, in den Bau des Louvre integrierte historische Granitsäulen aus dem Aachener Dom könnten nicht entfernt werden, ohne die Statik des Gebäudes zu gefährden. Gleichzeitig forderte er die Entlassung Grootes. Der König stimmte dem Verbleib der Säulen zu, die in Aachen rekonstruiert wurden, beließ aber Everhard von Groote im Amt. Groote wurde für seine Verdienste mit dem Roten Adlerorden III. Klasse mit Schleife ausgezeichnet.

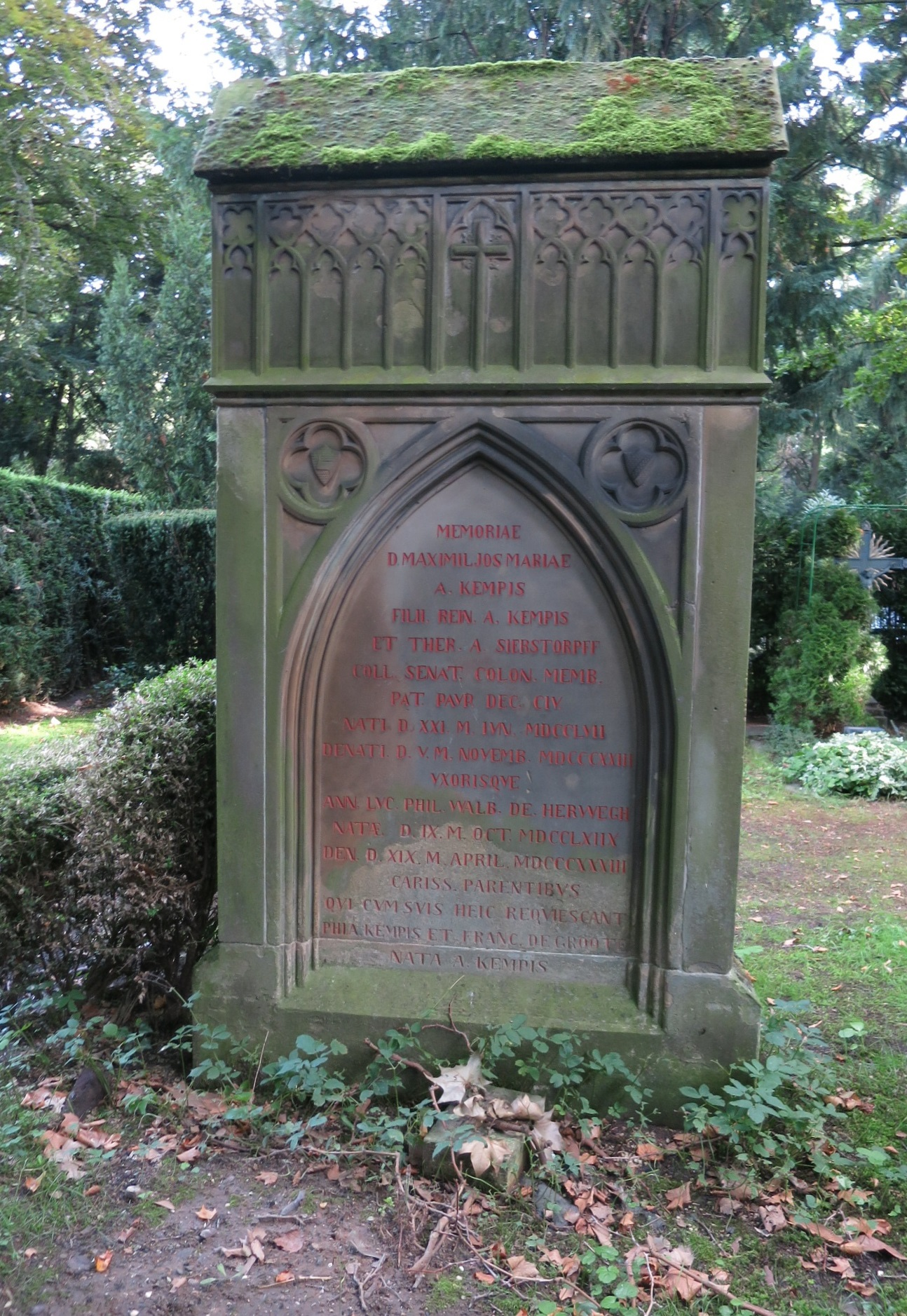
Unsigniertes Grab von Grootes

Nach seiner Rückkehr war er 1816–1827 als Assessor bei der Bezirksregierung in Köln angestellt, wechselte dann aber in die Verwaltung der Kölner Armenverwaltung, der er 1831–1851 als Präsident vorstand. Von 1826 bis 1851 war er politisch als Abgeordneter tätig (im  preußischen Provinziallandtag der Rheinprovinz, 1843 als Landtagsvizemarschall, in der Provinzialständeversammlung und im Kölner Stadtrat). Mit 75 Jahren gestorben, wurde er auf dem Melaten-Friedhof (Lit. C, zwischen HWG und Lit.H) ungenannt im Grab seines Schwiegervaters Maximilian von Kempis begraben.
In Köln-Ehrenfeld ist die Everhardstraße nach ihm benannt.

### Wirken
Groote war 1842–1855 Mitbegründer und Vorstandsmitglied des Kölner Dombauvereins und 1839–1849 Präsident des Kölnischen Kunstvereins. 1834 wurde er Ehrendoktor der Rheinischen Friedrich-Wilhelms-Universität Bonn. Er gab 1816 mit Friedrich Wilhelm Carové ein Jahrbuch für Freunde altdeutscher Zeit und Kunst heraus und veranstaltete Ausgaben (zum Teil die ersten) altdeutscher Dichter und Schriftsteller. 1834 veröffentlichte er eine Ausgabe der Reimchronik der Stadt Köln, die lange Zeit für die Forschung maßgeblich war.

### Wohnsitz
Die  Groote besaßen in Köln ein Stadtpalais an Unter Sachsenhausen Nr. 37 und in der damaligen Bürgermeisterei Hürth die Burg Kendenich. Die Burg brachte seine Schwester in die Ehe mit Philip von Kempis ein. Everhard kaufte 1834 die 1802 von den Franzosen säkularisierte benachbarte ehemals dem Deutschen Orden gehörende Burg Hermülheim. Sie blieb bis 1955 in Familienbesitz.

## Werke
- Virginia. Tragödie, 1815.
- (Faust’s) Versöhnung mit dem Leben, 1816.
- Taschenbuch für Freunde altdeutscher Zeit und Kunst, 1816.
- Tristan von Meister Gotfrit von Straszburg mit der Fortsetzung des Meisters Ulrich von Turheim, 1821 (Edition).
- Zeit und Kunst. Altdeutsche, 1822.
- Die Sündfluth, 1824.
- Des Meisters Godefrit Hagen Reimchronik der Stadt Köln, 1834 (Edition).
- Das Waisenhaus zu Köln am Rheine, 1835.
- Lieder Muskatblut’s, 1853 (Edition).
- Des Stadt-Secretarius Christianus Wierstraat Reimchronik der Stadt Neuss, 1855 (Edition).
- Die Pilgerfahrt des Ritters Arnold von Harff, 1860 (Edition).